# 89 (số)
89 (tám mươi chín) là một số tự nhiên ngay sau 88 và ngay trước 90.